# Zwartbuikgeelgerande waterkever
De zwartbuikgeelgerande waterkever (Dytiscus semisulcatus) is een keversoort uit de familie waterroofkevers (Dytiscidae). De wetenschappelijke naam van de soort is voor het eerst geldig gepubliceerd in 1776 door O.F.Müller.